# ウイング (番組制作会社)
株式会社ウイング（WING Inc.）は、気象キャスターが複数所属するプロダクションであり、放送番組制作会社でもある。本社は東京都渋谷区に所在。
お天気キャスター全員がNHKと専属契約で、全国あるいは地域で気象情報を担当している。

## 所属している気象予報士
2024年4月現在

### 男性
- 平井信行（NHK放送センター・全国）
- 阿見武寛（NHK青森放送局・地域）

### 女性
- 佐藤万里奈（NHKラジオセンター・全国）

## かつて所属していた気象予報士
- 伊藤みゆき
- 石榑亜紀子
- 太田絢子
- 関嶋梢
- 渕岡友美（南気象予報士事務所へ移籍）
- 坂下恵理（南気象予報士事務所へ移籍）
- 佐藤涼太
- 高田斉
- 高橋香純
- 中島望（ウェザーマップへ移籍）
- 半井小絵
- 舛田あゆみ
- 斎藤綾乃（南気象予報士事務所へ移籍）
- 三宅惇子
- 矢澤剛（ウェザーマップへ移籍）
- 山神明理（セント・フォースへ移籍）
- 吉井明子